# Міхал Глінка
Міхал Глінка (чеськ. Michal Hlinka, 19 березня 1991, Новий Їчин) — чеський хокеїст, нападник.

## Ігрова кар'єра
Вихованець чеського клубу ХК «Вітковіце», виступав у складі юніорської та молодіжної команд в елітних лігах Чехії відповідного віку.
Виступав у складі клубів QMJHL «Шикутімі Сагнес» та «Л'юїстон Мейніакс», загалом в північноамериканських клубах провів 90 матчів, набрав 56 очок (22 + 34), в плей-оф чотири матчі та одна результативна передача.
З шістнадцятирічного віку виступає у складі збірних Чехії U16, згодом U17. У складі молодіжної збірної Чехії брав участь на чемпіонатах світу серед молодіжних команд 2010 та 2011 років.
З 2010 по 2016 виступав за ХК «Оломоуць». У складі чеського клубу виступав на престижному Кубку Шпенглера у 2013 році.
З 2012 по 2016 захищав кольори команди ХК «Вітковіце».
З 2017 виступає за «Дуклу» (Їглава).